# Liste der dänischen Meister im Schach
Die Liste der dänischen Meister im Schach enthält die Sieger aller dänischen Einzelmeisterschaften.

## Allgemeines
Der dänische Schachverband Dansk Skak Union (DSU) trug erstmals 1910 ein nationales Turnier aus, das seitdem jährlich durchgeführt wird und seit 1922 als dänische Meisterschaft gilt. Rekordmeister ist Erik Andersen mit zwölf Titeln.
Die Meisterschaft der Frauen wurde erstmals 1935 ausgetragen und fand bis 1970 (außer 1941) jährlich statt. Weitere Austragungen folgten in den Jahren 1974 bis 1978, 1983 bis 1988 und 1991 bis 1994; nach 1994 wurde der Wettbewerb nicht mehr durchgeführt. Rekordmeisterin ist Ingrid Larsen mit 17 Titeln.

## Gewinner der DSU-Turniere 1910 bis 1921
| Jahr | Ort              | Sieger                     |
| ---- | ---------------- | -------------------------- |
| 1910 | Randers          | Johannes Kruse             |
| 1911 | Odense           | Gyde Jørgensen             |
| 1912 | Lemvig           | M. Weye                    |
| 1913 | Slagelse         | Aage Kier                  |
| 1914 | Aarhus           | Aksel Salskov              |
| 1915 | Horsens          | Johannes Giersing          |
| 1916 | Kopenhagen       | J. Juhl                    |
| 1917 | Grenaa           | Egil Jacobsen              |
| 1918 | Nykøbing Falster | Liss Olof Karlsson         |
| 1919 | Middelfart       | Frederik Immanuel Weilbach |
| 1920 | Aalborg          | Johannes Petersen          |
| 1921 | Roskilde         | F. Thomsen                 |

## Dänische Meister
| Jahr | Ort              | Meister                      |
| ---- | ---------------- | ---------------------------- |
| 1922 | Kopenhagen       | Egil Jacobsen                |
| 1923 | Kopenhagen       | Erik Andersen                |
| 1924 | Randers          | Aage Kier                    |
| 1925 | Aarhus           | Erik Andersen                |
| 1926 | Sønderborg       | Erik Andersen                |
| 1927 | Vordingborg      | Erik Andersen                |
| 1928 | Horsens          | Jacob Erhard Wilhjelm Gemzøe |
| 1929 | Kopenhagen       | Erik Andersen                |
| 1930 | Svendborg        | Erik Andersen                |
| 1931 | Frederikshavn    | Erik Andersen                |
| 1932 | Esbjerg          | Erik Andersen                |
| 1933 | Nakskov          | Erik Andersen                |
| 1934 | Vejle            | Erik Andersen                |
| 1935 | Kopenhagen       | Erik Andersen                |
| 1936 | Herning          | Erik Andersen                |
| 1937 | Odense           | Poul Hage                    |
| 1938 | Aalborg          | Poul Hage                    |
| 1939 | Næstved          | Holger Norman-Hansen         |
| 1940 | Randers          | Jens Enevoldsen              |
| 1941 | Kopenhagen       | Bjørn Nielsen                |
| 1942 | Nørresundby      | Bjørn Nielsen                |
| 1943 | Helsingør        | Jens Enevoldsen              |
| 1944 | Odense           | Bjørn Nielsen                |
| 1945 | Odense           | Christian Poulsen            |
| 1946 | Nykøbing Falster | Bjørn Nielsen                |
| 1947 | Esbjerg          | Jens Enevoldsen              |
| 1948 | Aarhus           | Jens Enevoldsen              |
| 1949 | Kopenhagen       | Poul Hage                    |
| 1950 | Aalborg          | Poul Hage                    |
| 1951 | Odense           | Eigil Pedersen               |
| 1952 | Herning          | Christian Poulsen            |
| 1953 | Horsens          | Eigil Pedersen               |
| 1954 | Aarhus           | Bent Larsen                  |
| 1955 | Aalborg          | Bent Larsen                  |
| 1956 | Kopenhagen       | Bent Larsen                  |
| 1957 | Odense           | Palle Ravn                   |
| 1958 | Herning          | Børge Andersen               |
| 1959 | Aarhus           | Bent Larsen                  |
| 1960 | Aalborg          | Jens Enevoldsen              |
| 1961 | Nykøbing Falster | Eigil Pedersen               |
| 1962 | Kopenhagen       | Bent Kølvig                  |
| 1963 | Odense           | Bent Larsen                  |
| 1964 | Holstebro        | Bent Larsen                  |
| 1965 | Aalborg          | Sejer Holm                   |
| 1966 | Aarhus           | Bjørn Brinck-Claussen        |
| 1967 | Vejle            | Børge Andersen               |
| 1968 | Kopenhagen       | Børge Andersen               |
| 1969 | Odense           | Ole Jakobsen                 |
| 1970 | Flensburg        | Bjørn Brinck-Claussen        |
| 1971 | Hjørring         | Ole Jakobsen                 |
| 1972 | Esbjerg          | Svend Hamann                 |
| 1973 | Kopenhagen       | Børge Andersen               |
| 1974 | Vejle            | Ulrik Rath                   |
| 1975 | Odense           | Gert Iskov                   |
| 1976 | Aarhus           | Bo Jacobsen                  |
| 1977 | Kopenhagen       | Bjørn Brinck-Claussen        |
| 1978 | Horsens          | Carsten Høi                  |
| 1979 | Aalborg          | Jens Kristiansen             |
| 1980 | Odense           | Ole Jakobsen                 |
| 1981 | Aarhus           | Erling Mortensen             |
| 1982 | Vejle            | Jens Kristiansen             |
| 1983 | Kopenhagen       | Curt Hansen                  |
| 1984 | Aalborg          | Curt Hansen                  |
| 1985 | Næstved          | Curt Hansen                  |
| 1986 | Esbjerg          | Carsten Høi                  |
| 1987 | Holstebro        | Erling Mortensen             |
| 1988 | Odense           | Lars Schandorff              |
| 1989 | Aalborg          | Erling Mortensen             |
| 1990 | Randers          | Erik Pedersen                |
| 1991 | Lyngby           | Erling Mortensen             |
| 1992 | Aarhus           | Carsten Høi                  |
| 1993 | Tønder           | Lars Bo Hansen               |
| 1994 | Aalborg          | Curt Hansen                  |
| 1995 | Ringsted         | Jens Kristiansen             |
| 1996 | Randers          | Peter Heine Nielsen          |
| 1997 | Esbjerg          | Lars Bo Hansen               |
| 1998 | Taastrup         | Curt Hansen                  |
| 1999 | Aarhus           | Peter Heine Nielsen          |
| 2000 | Aalborg          | Curt Hansen                  |
| 2001 | Nyborg           | Peter Heine Nielsen          |
| 2002 | Greve            | Sune Berg Hansen             |
| 2003 | Horsens          | Peter Heine Nielsen          |
| 2004 | Køge             | Steffen Pedersen             |
| 2005 | Køge             | Sune Berg Hansen             |
| 2006 | Aalborg          | Sune Berg Hansen             |
| 2007 | Aalborg          | Sune Berg Hansen             |
| 2008 | Silkeborg        | Peter Heine Nielsen          |
| 2009 | Silkeborg        | Sune Berg Hansen             |
| 2010 | Hillerød         | Allan Stig Rasmussen         |
| 2011 | Odense           | Allan Stig Rasmussen         |
| 2012 | Helsingør        | Sune Berg Hansen             |
| 2013 | Helsingør        | Davor Palo                   |
| 2014 | Skørping         | Allan Stig Rasmussen         |
| 2015 | Svendborg        | Sune Berg Hansen             |
| 2016 | Svendborg        | Mads Andersen                |
| 2017 | Rebild           | Mads Andersen                |
| 2018 | Svendborg        | Bjørn Møller Ochsner         |
| 2019 | Svendborg        | Allan Stig Rasmussen         |
| 2020 | Svendborg        | Mads Andersen                |
| 2021 | Svendborg        | Allan Stig Rasmussen         |
| 2022 | Svendborg        | Martin Haubro                |
| 2023 | Svendborg        | Boris Tschatalbaschew        |

## Dänische Meisterinnen der Frauen
| Jahr | Ort              | Meisterin                      |
| ---- | ---------------- | ------------------------------ |
| 1935 | Kopenhagen       | Helene Thierry                 |
| 1936 | Herning          | Ingrid Larsen                  |
| 1937 | Odense           | Ingrid Larsen                  |
| 1938 | Aalborg          | Ingrid Larsen                  |
| 1939 | Næstved          | Ingrid Larsen                  |
| 1940 | Randers          | Lydia Heesche                  |
| 1942 | Nørresundby      | Lydia Heesche                  |
| 1943 | Helsingør        | Ingrid Larsen                  |
| 1944 | Odense           | Ingrid Larsen                  |
| 1945 | Odense           | Ingrid Larsen                  |
| 1946 | Nykøbing Falster | Ingrid Larsen                  |
| 1947 | Esbjerg          | Lis Grødde                     |
| 1948 | Aarhus           | Ingrid Larsen                  |
| 1949 | Kopenhagen       | Ingrid Larsen                  |
| 1950 | Aalborg          | Gudrun Levald                  |
| 1951 | Odense           | Antonina Enevoldsen            |
| 1952 | Herning          | Merete von Holstein-Rathlou    |
| 1953 | Horsens          | Ingrid Larsen                  |
| 1954 | Aarhus           | Antonina Enevoldsen            |
| 1955 | Aalborg          | Emma Christensen               |
| 1956 | Kopenhagen       | Ingrid Larsen                  |
| 1957 | Odense           | Ingrid Larsen                  |
| 1958 | Herning          | Merete Haahr                   |
| 1959 | Aarhus           | Merete Haahr                   |
| 1960 | Aalborg          | Ingrid Larsen                  |
| 1961 | Nykøbing Falster | Inger Johannesen               |
| 1962 | Kopenhagen       | Merete Haahr                   |
| 1963 | Odense           | Gudrun Levald                  |
| 1964 | Holstebro        | Inger Christensen              |
| 1965 | Aalborg          | Ingrid Larsen                  |
| 1966 | Aarhus           | Merete Haahr                   |
| 1967 | Vejle            | Merete Haahr                   |
| 1968 | Kopenhagen       | Antonina Enevoldsen            |
| 1969 | Odense           | Ingrid Larsen                  |
| 1970 | Flensburg        | Merete Haahr                   |
| 1974 | Vejle            | Nina Høiberg                   |
| 1975 | Odense           | Merete Haahr                   |
| 1976 | Aarhus           | Nina Høiberg                   |
| 1977 | Kopenhagen       | Nina Høiberg                   |
| 1978 | Horsens          | Nina Høiberg                   |
| 1983 | Kopenhagen       | Ingrid Larsen                  |
| 1984 | Aalborg          | Louise Fredericia              |
| 1985 | Næstved          | Louise Fredericia              |
| 1986 | Esbjerg          | Nina Høiberg                   |
| 1987 | Holstebro        | Maj Theander                   |
| 1988 | Odense           | Christine Jensen               |
| 1989 |                  | Malene Lastein                 |
| 1990 |                  | Gitte Blicher Møller Jønshøj   |
| 1991 | Lyngby           | Nina Høiberg                   |
| 1992 | Aarhus           | Nina Høiberg                   |
| 1993 | Tønder           | Nina Høiberg                   |
| 1994 | Aalborg          | Tanya Stewart                  |
| 2015 |                  | Sandra de Blecourt Dalsberg    |
| 2016 |                  | Ellen Fredericia Nilssen       |
| 2019 |                  | Esmat Susanne Guindy           |
| 2020 |                  | Elen Kakulidis                 |
| 2021 |                  | Elena Gerassimovich Steffensen |
| 2022 |                  | Louise Fredericia              |
| 2023 |                  | Ellen Fredericia Nilsson       |

## Fernschachmeisterschaft
| #  | Jahre     | Champion                           | ° | #  | Jahre     | Champion                          |
| -- | --------- | ---------------------------------- | - | -- | --------- | --------------------------------- |
| 30 | 1955–1957 | Axel Nielsen                       |   | 66 | 1991–1993 | Henrik Holmsgaard                 |
| 31 | 1956–1958 | Krapup Dinsen                      |   | 67 | 1992–1994 | Niels Jørgen Fries Nielsen        |
| 32 | 1957–1959 | Axel Nielsen                       |   | 68 | 1993–1995 | Jens Ove Fries Nielsen            |
| 33 | 1958–1960 | Axel Nielsen                       |   | 69 | 1994–1996 | Arne Bjørn Jørgensen              |
| 34 | 1959–1961 | Axel Nielsen                       |   | 70 | 1995–1997 | Arne Bjørn Jørgensen              |
| 35 | 1960–1962 | J. Christensen                     |   | 71 | 1996–1998 | Hans Tanggaard                    |
| 36 | 1961–1963 | Axel Nielsen                       |   | 72 | 1997–1999 | Bjørn Laursen                     |
| 37 | 1962–1964 | Axel Nielsen                       |   | 73 | 1998–2000 | Finn Kristensen                   |
| 38 | 1963–1965 | Axel Nielsen                       |   | 74 | 1999–2001 | Eskild Jørgensen                  |
| 39 | 1964–1966 | Axel Nielsen                       |   | 75 | 2000–2002 | Svend Erik Kramer                 |
| 40 | 1965–1967 | Gunnar Nielsen                     |   | 76 | 2001–2003 | Svend Erik Kramer                 |
| 41 | 1966–1968 | Gunnar Nielsen                     |   | 77 | 2002–2004 | Kaj Vermehren                     |
| 42 | 1967–1969 | P. Larsen                          |   | 78 | 2003–2005 | Torner Teimer                     |
| 43 | 1968–1970 | Axel Nielsen                       |   | 79 | 2004–2006 | Yorner Teimer                     |
| 44 | 1969–1971 | Axel Nielsen                       |   | 80 | 2005–2007 | Tonny Christensen                 |
| 45 | 1970–1972 | Gunnar Nielsen                     |   | 81 | 2006–2008 | Søren Rud Ottesen                 |
| 46 | 1971–1973 | Jens Otto Pedersen                 |   | 82 | 2007–2009 | Søren Rud Ottesen                 |
| 47 | 1972–1974 | Johannes Brix Hansen               |   | 83 | 2008–2010 | Søren Rud Ottesen                 |
| 48 | 1973–1975 | Axel Nielsen                       |   | 84 | 2009–2011 | Claus Jensen                      |
| 49 | 1974–1976 | Arne Sørensen                      |   | 85 | 2010–2012 | Ejving Jensen                     |
| 50 | 1975–1977 | Jens Christian Lund Carsten Hansen |   | 86 | 2011–2012 | Svend Nørrelykke                  |
| 51 | 1976–1978 | Sigfried From                      |   | 87 | 2012–2014 | Søren Rud Ottesen                 |
| 52 | 1977–1979 | Niels Granberg                     |   | 88 | 2013–2014 | Søren Rud Ottesen                 |
| 53 | 1978–1980 | Lars Hyldkrog                      |   | 89 | 2014–2016 | Svend Nørrelykke                  |
| 54 | 1979–1981 | Allan Poulsen                      |   | 90 | 2015–2016 | Brian Jørgen Jørgensen            |
| 55 | 1980–1982 | Erik Frederiksen                   |   | 91 | 2016–2017 | Maxim Konstantinov                |
| 56 | 1981–1983 | Niels Granberg                     |   | 92 | 2018–2019 | Lars Hyldkrog                     |
| 57 | 1982–1984 | Aage Ingerslev                     |   | 93 | 2019–2020 | Morten Møller Hansen Tommy Jensen |
| 58 | 1983–1985 | Henning Nielsen                    |   | 94 | 2020      | Maxim Konstantinov                |
| 59 | 1984–1986 | Allan Poulsen                      |   | 95 | 2021      | Maxim Konstantinov                |
| 60 | 1985–1987 | Bent Christensen                   |   | 96 | 2022      | Michael Sørensen                  |
| 61 | 1986–1988 | Vagn Jensen                        |   | 97 | 2023      | Ali Araghi                        |
| 62 | 1987–1989 | Vagn Jensen                        |   | 98 | 2024      | Frank Vang Ali Araghi             |
| 63 | 1988–1990 | Viggo Bové Qvist                   |   |    |           |                                   |
| 64 | 1989–1991 | Niels Jørgen Fries Nielsen         |   |    |           |                                   |
| 65 | 1990–1992 | Sven Jardorf                       |   |    |           |                                   |